# Matt Shirvington
Matthew "Matt" Shirvington (ur. 25 października 1978 w Sydney) – australijski lekkoatleta specjalizujący się w krótkich biegach sprinterskich, uczestnik letnich igrzysk olimpijskich w Sydney (2000). Po zakończeniu kariery został prezenterem telewizyjnym, występował m.in. w programie Spojrzenie w Przyszłość (w latach 2005–2006).

## Sukcesy sportowe
- pięciokrotny mistrz Australii w biegu na 100 metrów – 1998, 1999, 2000, 2001, 2002[2]

| Rok  | Miasto       | Zawody                     | Konkurencja                                    | Wynik                               |
| ---- | ------------ | -------------------------- | ---------------------------------------------- | ----------------------------------- |
| 1998 | Kuala Lumpur | Igrzyska Wspólnoty Narodów | sztafeta 4 x 100 m bieg na 100 m bieg na 200 m | brązowy medal 4. miejsce 6. miejsce |
| 1999 | Maebashi     | Halowe mistrzostwa świata  | bieg na 60 m                                   | 4. miejsce                          |
| 2000 | Sydney       | Igrzyska olimpijskie       | bieg na 100 m                                  | 5. miejsce w półfinale              |
| 2001 | Lizbona      | Halowe mistrzostwa świata  | bieg na 60 m                                   | 5. miejsce                          |
| 2001 | Edmonton     | Mistrzostwa świata         | sztafeta 4 x 100 m                             | brązowy medal                       |
| 2001 | Brisbane     | Igrzyska Dobrej Woli       | bieg na 100 m sztafeta 4 x 100 m               | brązowy medal                       |

## Rekordy życiowe
- bieg na 60 metrów (hala) – 6,52 – Maebashi 07/03/1999 (rekord Australii)
- bieg na 100 metrów – 10,03 – Kuala Lumpur 17/09/1998
- bieg na 200 metrów – 20,45 – Sydney 10/08/1998